# Matteo Ricci (polityk)
Matteo Ricci (ur. 18 lipca 1974 w Pesaro) – włoski polityk i samorządowiec, prezydent prowincji Pesaro i Urbino (2009–2014), burmistrz Pesaro (2014–2024), poseł do Parlamentu Europejskiego X kadencji.

## Życiorys
W młodości pracował m.in. jako robotnik budowlany i kelner, zajmował się też handlem domokrążnym. W 2003 ukończył nauki polityczne na Uniwersytecie w Urbino.
Był działaczem lewicowej młodzieżówki, od 1996 należał do Demokratycznej Partii Lewicy. Następnie działał w powstałych na bazie PDS Demokratach Lewicy, od 2005 kierował strukturami partii na poziomie prowincji. Wraz z DS współtworzył Partię Demokratyczną, pełniąc funkcję jej sekretarza w prowincji. W 2004 zasiadł w radzie miejskiej w Pesaro. W 2009 został prezydentem prowincji Pesaro i Urbino, którą kierował do 2014. W latach 2013–2017 zajmował stanowisko zastępcy przewodniczącego PD.
W 2014 został wybrany na urząd burmistrza Pesaro, z powodzeniem ubiegał się o reelekcję w 2019. W 2018 powołany na przewodniczącego zrzeszenia samorządów Autonomie Locali Italiane. W 2024 uzyskał mandat posła do Europarlamentu X kadencji.